# António Cândido de Portugal de Faria
António Cândido de Portugal de Faria (Lisboa, 24 de março de 1868 – Lisboa, 18 de dezembro de 1937), 2.º visconde de Faria e 1.º e único marquês pontifício de Faria, mais conhecido pelo título de Marquês de Faria que lhe foi concedido por breve do papa Leão XIII, foi um diplomata, genealogista e escritor. Foi cônsul, secretário do comissário português na Exposição Universal de Paris e integrou várias associações científicas.

## Biografia
Título de marquês de origem papal. O Papa como soberano que é pode conceder títulos nobiliárquicos.
Em 1904 era o Bailio-Presidente da Ordem do Santo Sepulcro de Jerusalém em Portugal.
Deixou vasta bibliografia na qual predominam estudos genealógicos e heráldicos.